# Adesmija
Adesmija (lat. Adesmia), veliki rod grmova iz porodice mahunarki raširen po Južnoj Americi. Postoji preko 200 vrsta.

## Vrste
1. Adesmia aconcaguensis Burkart
2. Adesmia acuta Burkart
3. Adesmia adrianii M.N.Correa
4. Adesmia aegiceras Phil.
5. Adesmia ameghinoi Speg.
6. Adesmia aphanantha (Speg.) Burkart
7. Adesmia aphylla Clos
8. Adesmia arachnipes Clos
9. Adesmia araucana Phil.
10. Adesmia araujoi Burkart
11. Adesmia arenicola (R.E.Fr.) Burkart
12. Adesmia argentea Meyen
13. Adesmia argyrophylla Phil.
14. Adesmia arillata Miotto
15. Adesmia aromatica Burkart
16. Adesmia aspera Gillies ex Hook. & Arn.
17. Adesmia atacamensis Phil.
18. Adesmia aueri Burkart
19. Adesmia augusti J.F.Macbr.
20. Adesmia aurantiaca (Dusén) Burkart
21. Adesmia australis Ulibarri & B.B.Simpson
22. Adesmia balsamica Bertero ex Colla
23. Adesmia bedwellii Skottsb.
24. Adesmia bicolora (Poir.) DC.
25. Adesmia bijuga Phil.
26. Adesmia boelckeana Burkart
27. Adesmia bonariensis Burkart
28. Adesmia boronioides Hook.f.
29. Adesmia brachysemeon Phil.
30. Adesmia bracteata Hook. & Arn.
31. Adesmia brevivexillata Burkart
32. Adesmia burkartii M.N.Correa
33. Adesmia calycicomosa Burkart
34. Adesmia candida Hook.f.
35. Adesmia capitellata (Clos) Hauman
36. Adesmia ciliata Vogel
37. Adesmia colinensis (Reiche) Phil. ex Dyer
38. Adesmia coluteoides Gillies ex Hook. & Arn.
39. Adesmia concinna Phil.
40. Adesmia conferta Gillies ex Hook. & Arn.
41. Adesmia confusa Ulibarri
42. Adesmia coquimbensis Burkart
43. Adesmia cordobensis Burkart
44. Adesmia coronilloides Gillies ex Hook. & Arn.
45. Adesmia corymbosa Clos
46. Adesmia crassicaulis Phil.
47. Adesmia cuneata Meyen
48. Adesmia curvifolia Clos
49. Adesmia cytisoides Griseb.
50. Adesmia darapskyana (Reiche) Phil. ex Dyer
51. Adesmia denticulata Clos
52. Adesmia denudata Phil.
53. Adesmia dessaueri (Reiche) Phil. ex Dyer
54. Adesmia dichotoma Clos
55. Adesmia digitata Burkart
56. Adesmia disperma Phil.
57. Adesmia dumosa Phil.
58. Adesmia echinus C.Presl
59. Adesmia elata Clos
60. Adesmia elegans Clos
61. Adesmia emarginata Clos
62. Adesmia eremophila Phil.
63. Adesmia erinacea Phil.
64. Adesmia exilis Clos
65. Adesmia filicaulis Phil.
66. Adesmia filifolia Clos
67. Adesmia filipes A.Gray
68. Adesmia friesii Burkart ex Ulibarri
69. Adesmia frigida Phil.
70. Adesmia fuentesii G.F.Grandjot
71. Adesmia glandulifolia Steibel & Ulibarri
72. Adesmia glaucescens Phil.
73. Adesmia globosa Davyt & Izaguirre
74. Adesmia glomerula Clos
75. Adesmia glutinosa Hook. & Arn.
76. Adesmia godoyae (Reiche) Phil. ex Dyer
77. Adesmia gracilis Meyen ex Vogel
78. Adesmia gracillima I.M.Johnst.
79. Adesmia graminidea Speg.
80. Adesmia grandiflora Gillies ex Hook. & Arn.
81. Adesmia guttulifera Sandwith
82. Adesmia hemisphaerica Hauman
83. Adesmia hirsuta Phil.
84. Adesmia hispidula (Lag.) DC.
85. Adesmia horrida Gillies ex Hook. & Arn.
86. Adesmia hunzikeri Burkart
87. Adesmia hystrix Phil.
88. Adesmia incana Vogel
89. Adesmia inflexa Griseb.
90. Adesmia jilesiana Burkart
91. Adesmia karraikensis Speg.
92. Adesmia kieslingii Ulibarri
93. Adesmia kingii Phil.
94. Adesmia lanata Hook.f.
95. Adesmia latifolia (Spreng.) Vogel
96. Adesmia laxa Clos
97. Adesmia leiocarpa Hook. & Arn.
98. Adesmia leptobotrys Burkart
99. Adesmia lihuelensis Burkart
100. Adesmia littoralis Burkart
101. Adesmia longipes Phil.
102. Adesmia lotoides Hook.f.
103. Adesmia loudonia Hook. & Arn.
104. Adesmia macrostachya Benth.
105. Adesmia maulina (Reiche) K.Schum.
106. Adesmia medinae (Reiche) E.A.Ulbarri
107. Adesmia melanocaulos Phil.
108. Adesmia melanthes Phil.
109. Adesmia mendozana Ulibarri
110. Adesmia micrantha Phil.
111. Adesmia microcalyx Phil.
112. Adesmia microphylla Hook. & Arn.
113. Adesmia minor (Hook. & Arn.) Burkart
114. Adesmia miraflorensis J.Rémy
115. Adesmia monosperma Clos
116. Adesmia montana Phil.
117. Adesmia mucronata Hook. & Arn.
118. Adesmia multicuspis Clos
119. Adesmia muricata (Jacq.) DC.
120. Adesmia nanolignea Burkart
121. Adesmia neglecta M.N.Correa
122. Adesmia neuquenensis Burkart
123. Adesmia obcordata Clos
124. Adesmia obovata Clos
125. Adesmia obscura Clos
126. Adesmia occulta (R.E.Fr.) Burkart
127. Adesmia odontophylla Phil.
128. Adesmia ovallensis Ulibarri
129. Adesmia pampeana Speg.
130. Adesmia papposa (Lag.) DC.
131. Adesmia paranensis Burkart
132. Adesmia parviflora Clos
133. Adesmia parvifolia Phil.
134. Adesmia patagonica Speg.
135. Adesmia pauciflora Vogel
136. Adesmia pearcei Phil.
137. Adesmia pedicellata Hook. & Arn.
138. Adesmia pentaphylla Phil.
139. Adesmia peraltae (Reiche) Phil. ex Dyer
140. Adesmia phylloidea Clos
141. Adesmia pinifolia Gillies ex Hook. & Arn.
142. Adesmia pirionii I.M.Johnst.
143. Adesmia polyphylla Phil.
144. Adesmia propinqua Clos
145. Adesmia prostrata Clos
146. Adesmia pseudincana Burkart
147. Adesmia pseudogrisea Burkart
148. Adesmia psoraleoides Vogel
149. Adesmia pumahuasiana Ulibarri
150. Adesmia pumila Hook.f.
151. Adesmia punctata DC.
152. Adesmia pungens Clos
153. Adesmia pusilla Phil.
154. Adesmia quadripinnata (Hicken) Burkart
155. Adesmia ragonesei Burkart
156. Adesmia rahmeri Phil.
157. Adesmia ramosissima Phil.
158. Adesmia reclinata P.Muñoz
159. Adesmia reitziana Burkart
160. Adesmia renjifoana (Phil. ex Reiche) Phil. ex Dyer
161. Adesmia resinosa (Phil. ex Reiche) Phil. ex Dyer
162. Adesmia retrofracta Hook. & Arn.
163. Adesmia retusa Griseb.
164. Adesmia riograndensis Miotto
165. Adesmia rocinhensis Burkart
166. Adesmia rubroviridis Burkart
167. Adesmia ruiz-lealii M.N.Correa
168. Adesmia salamancensis Burkart
169. Adesmia salicornioides Speg.
170. Adesmia sandwithii Burkart
171. Adesmia sanjuanensis Burkart
172. Adesmia schickendanzii Griseb.
173. Adesmia schneideri Phil.
174. Adesmia securigerifolia Herter
175. Adesmia serrana M.N.Correa
176. Adesmia sessiliflora Phil.
177. Adesmia sessilifolia Iganci & Miotto
178. Adesmia silvestrii (Speg.) Burkart
179. Adesmia smithiae DC.
180. Adesmia spinosissima Meyen ex Vogel
181. Adesmia spuma Werderm. ex Burkart
182. Adesmia stenocaulon Hauman
183. Adesmia subnuda (A.Gray) Burkart
184. Adesmia subterranea Clos
185. Adesmia suffocata Hook.f.
186. Adesmia sulina Miotto
187. Adesmia tehuelcha Speg.
188. Adesmia tenella Hook. & Arn.
189. Adesmia tomentosa Meyen
190. Adesmia torcaea Phil.
191. Adesmia trifoliata Phil.
192. Adesmia trifoliolata Gillies ex Hook. & Arn.
193. Adesmia trijuga Gillies ex Hook. & Arn.
194. Adesmia tristis Vogel
195. Adesmia tunuianica Burkart
196. Adesmia uspallatensis Gillies ex Hook. & Arn.
197. Adesmia vallsii Miotto
198. Adesmia verrucosa Meyen
199. Adesmia villosa Hook.f.
200. Adesmia virens Phil.
201. Adesmia viscidissima I.M.Johnst.
202. Adesmia viscosa Gillies ex Hook.
203. Adesmia volckmannii Phil.
204. Adesmia zoellneri Ulibarri